# 夜間外来
夜間外来（やかんがいらい）とは、救急病院において、夜間・休日など、休診時間帯において医療行為をすることを指す。
ただし、問題も多い。当直医の診察になるため、専門外の医師に応急処置しかしてもらえない場合がある。例えば、腹痛のために救急病院を訪ねても、眼科医しかいない、といったケースである。このため、岩手県一関市では、手当てが遅れ、乳児が死亡した。
また、当直医も入院患者の対応が優先になるため、土曜日の深夜・日曜日の早朝は夜間外来が手薄になる。